# Lubomír Miřejovský

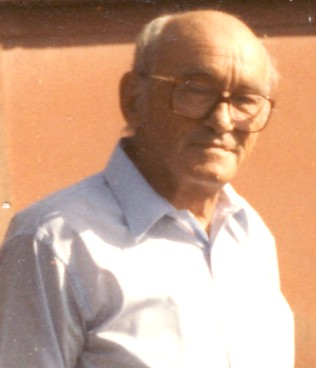
Lubomír Miřejovský (1992)

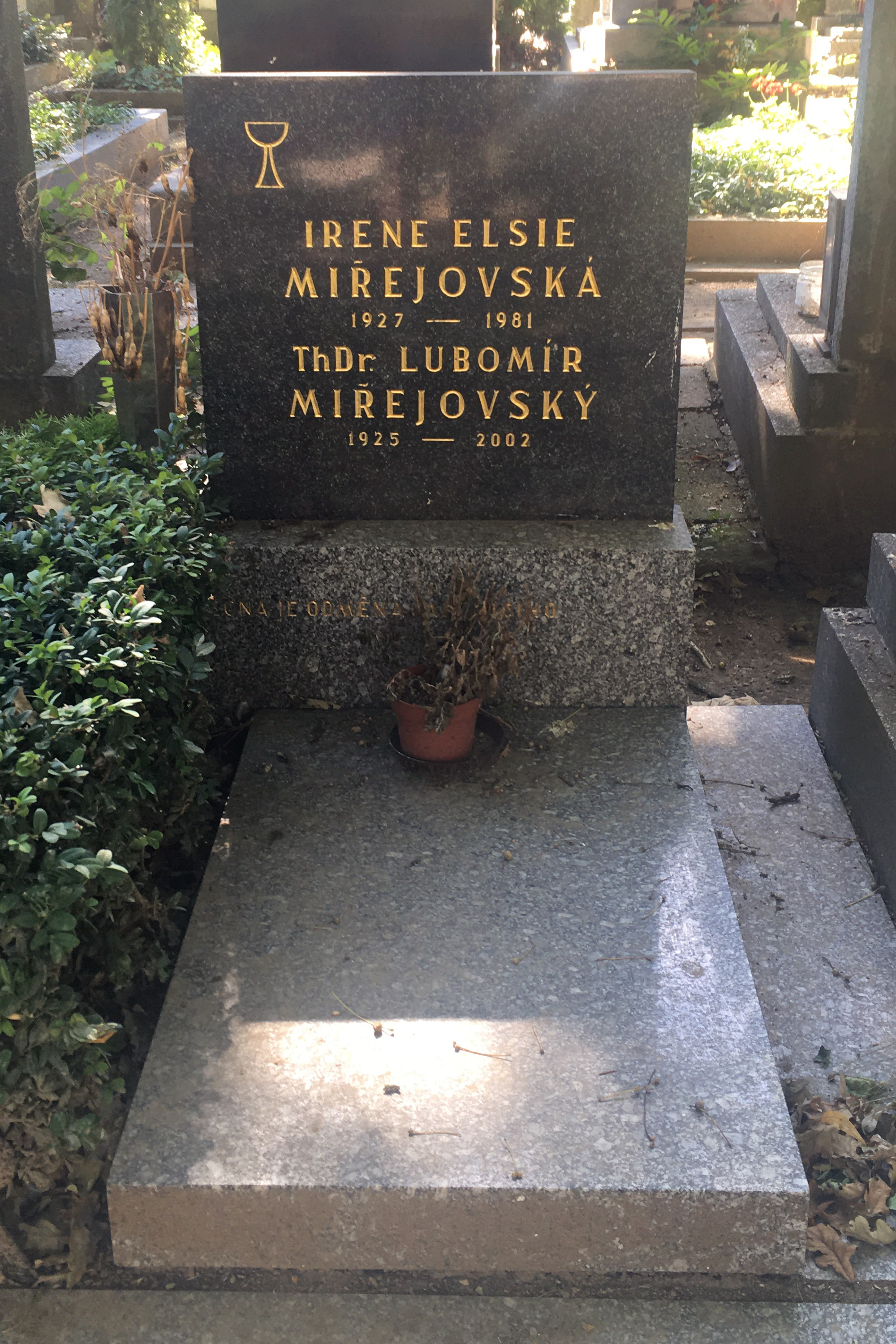
Grab des Lubomír Miřejovský und seiner Frau in Chodov (Prag)

Lubomír Miřejovský (* 11. Mai 1925 in Košťany bei Teplitz-Schönau; † 23. September 2002 in Prag) war ein tschechischer Pfarrer der Evangelischen Kirche der Böhmischen Brüder, Ökumeniker, Autor und Generalsekretär der Christlichen Friedenskonferenz (CFK).

## Leben
Miřejovský wuchs in einer Familie auf, die ihren Glauben in der Evangelischen Kirche der Böhmischen Brüder ausübte. Er besuchte von 1931 bis 1936 die Dorfschule seines Geburtsortes. Daran schlossen sich drei Aufbauklassen am Realgymnasium in Duchcov an. 1938 mussten er und seine Familie auf Grund des Münchner Abkommens ihren nordböhmischen Wohnort zugunsten nachrückender „Reichsdeutscher“ verlassen und nach Libiš bei Mělník umziehen. Am dortigen Realgymnasium, das er von 1938 bis 1944 besuchte, erwarb er seine Hochschulreife. Im letzten Jahr des Zweiten Weltkrieges wurde er zur Technischen Nothilfe einberufen und musste einen sogenannten „Totaleinsatz“ im Protektorat Böhmen und Mähren ableisten.
1945 begann Lubomír an der Evangelisch-Theologischen Fakultät von Prag ein Hochschulstudium der Evangelischen Theologie. 1947 ging er nach Richmond/Virginia in den USA, wo er am Union Theological Seminary seine theologischen Studien fortsetzte als Stipendiat für einen Bachelor-Abschluss. 1948 wechselte er an das San Francisco Theological Seminary von San Anselmo/Kalifornien, wo er als Stipendiat seinen Magister-Abschluss erlangte. 1949 ging er zusammen mit seiner US-amerikanischen Ehefrau in die Tschechoslowakei, wo er seine theologischen Studien abschließen konnte. Das gelang ihm unter zunächst erschwerten Bedingungen, denn als Rückkehrer aus den USA wurde er der nachrichtendienstlichen Tätigkeit für dieses Land verdächtigt und musste statt eines Wehrdienstes einige Jahre in einem Arbeitsbataillon ableisten, dessen Rekruten sich als die „schwarzen Barone“ bezeichneten. Es handelte sich um einen mehrjährigen Arbeitsdienst, der an ständig wechselnden Orten in der ČSR zu absolvieren war. Seine Ehefrau konnte er anfangs nur gelegentlich durch den Zaun des Lagertores sprechen. Nach einiger Zeit lockerten sich für ihn die Lebensbedingungen, indem er an der Prager Theologischen Fakultät sein wissenschaftliches Examen ablegen konnte. Nach seiner Ordination zum Predigtamt seiner Kirche arbeitete er als Vikar in Karlsbad. 1952 wurde er Pfarrer in der Evangelischen Kirche der Böhmischen Brüder von Tábor, wo er bis 1978 als Seelsorger wirkte. Im gleichen Jahr wurde er nach Vorlage seiner Dissertation auch zum Theologischen Doktor (ThDr.) promoviert.
1960 wurde er Mitglied der Christlichen Friedenskonferenz. 1978 wurde er zum CFK-Generalsekretär gewählt – eine Funktion, die er bis 1990 ausübte.
1990 trat Miřejovský in den Ruhestand ein. Nun widmete er sich der Übersetzertätigkeit und arbeitete bei Gesellschaften und Stiftungen seines Landes mit, so u. a. bei der „Lidice-Initiative“. Als Reiseleiter betätigte er sich am US-amerikanischen Kennenlern-Programm „GATE“ („Global Awareness Through Experience“), mit dem er zahlreiche christliche Gruppen aus verschiedenen Ländern miteinander in Kontakt brachte. Gelegentlich nahm er Predigtaufträge wahr in Gemeinden Deutschlands, der Slowakei, den USA sowie seiner Heimat Tschechien. Besonders seine Weihnachtspredigten 1999 und 2000 in der Prager Bethlehemskapelle – einst die Predigtstätte von Jan Hus – die sonst nur noch für säkulare Zwecke genutzt wird, stießen auch bei Kirchenfernen auf große Aufmerksamkeit.
Lubomír Miřejovský war verheiratet mit Irene Elsie Cibula und war der Vater von vier Kindern.

## Veröffentlichungen
- Dopisy z XX. Století (Briefe aus dem 20. Jahrhundert), Prag 2004, ISBN 80-85903-16-4
- als Übersetzer:
  - F. Carter, Schule des kleinen Baumes, Verlag Kalich, Prag 1993 und 2000
  - Blackwell-Enzyklopädie des modernen theologischen Denkens. Eine Heimkehr, Prag 2001

| Personendaten    | Personendaten                                                                     |
| ---------------- | --------------------------------------------------------------------------------- |
| NAME             | Miřejovský, Lubomír                                                               |
| KURZBESCHREIBUNG | tschechischer Geistlicher, Pfarrer der Evangelischen Kirche der Böhmischen Brüder |
| GEBURTSDATUM     | 11. Mai 1925                                                                      |
| GEBURTSORT       | Košťany bei Teplitz-Schönau                                                       |
| STERBEDATUM      | 23. September 2002                                                                |
| STERBEORT        | Prag                                                                              |